# Centrale idroelettrica di Casuzze
La centrale di Casuzze è una centrale idroelettrica a bacino situata nella borgata di Villagrazia, zona periferica del comune di Palermo.

## Storia e descrizione
La centrale idroelettrica di Casuzze era in origine alimentata dalla riserva d’acqua del lago di Piana degli Albanesi, in provincia di Palermo. Tale impianto nacque nel primo ventennio del XX secolo con lo scopo di produrre energia elettrica e distribuire acqua, durante i mesi estivi, ai contadini della Conca d'Oro per l’irrigazione di orti e agrumeti.
Fu l’ingegnere Aurelio Drago ad avere l’idea di utilizzare come serbatoio naturale d’acqua l’altopiano del fiume Belice, ampio circa 40 km2, spostandone lo sbocco dal versante meridionale a quello del mar Tirreno.
In questo modo, sfruttando la forza motrice ottenuta indirizzando le acque in un canale e poi in un condotto, sfruttando il naturale salto di quota di circa 500 m offerto dal monte Chiarandà, si riusciva a scaricare nella Piana di Palermo la quantità d’acqua necessaria alla produzione di circa 3000 kW di energia elettrica e quella per l’irrigazione di 4500 ha di campi situati nella Conca d’Oro. Oggi la maggior parte di questi giardini è stata inghiottita dall’espansione urbanistica della città avvenuta tra gli anni ‘60 e ‘70 del secolo scorso.
Il progetto per la concessione delle acque fu redatto dagli ingegneri Aurelio ed Eliodoro Drago e fu presentato al Genio Civile di Palermo il 2 ottobre 1917; quello esecutivo fu avviato nel 1921 ad opera dell’ing. Luigi Mangiagalli, con il quale collaborarono Giacomo Bernasconi, Benedetto Polizzi, Ugo Sartori, Angelo Omodeo.
Negli anni ‘60 del secolo scorso, in seguito alla costruzione della centrale idroelettrica e di ripompaggio di Guadalami, a valle della diga di Piana degli Albanesi, quest’ultima è diventata bacino superiore da sfruttare nel momento in cui la richiesta d’acqua non può essere esaudita da quello inferiore.
L’edificio della centrale di Casuzze, invece, costruita nel 1920 ed entrata in servizio nel 1923, fu progettato dall’arch. ing. Giaccone di Palermo. 
Esso si sviluppa su una pianta a T e si imposta su un basamento a partire dal quale gli spazi interni si articolano, a seconda delle necessità funzionali, a tutta altezza o su più piani. 

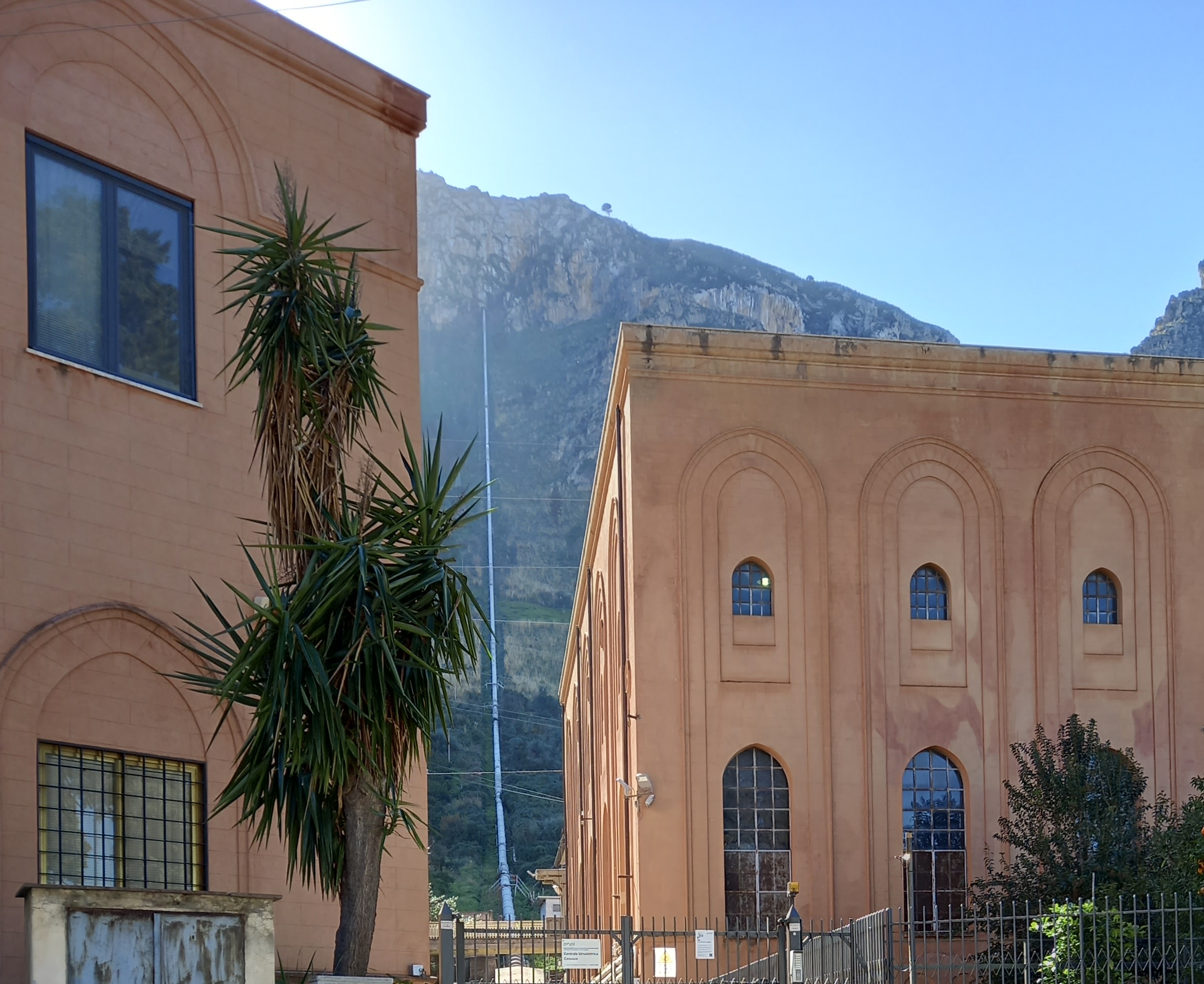
Edificio principale della centrale di Casuzze. Sullo sfondo, i monti e la condotta forzata.

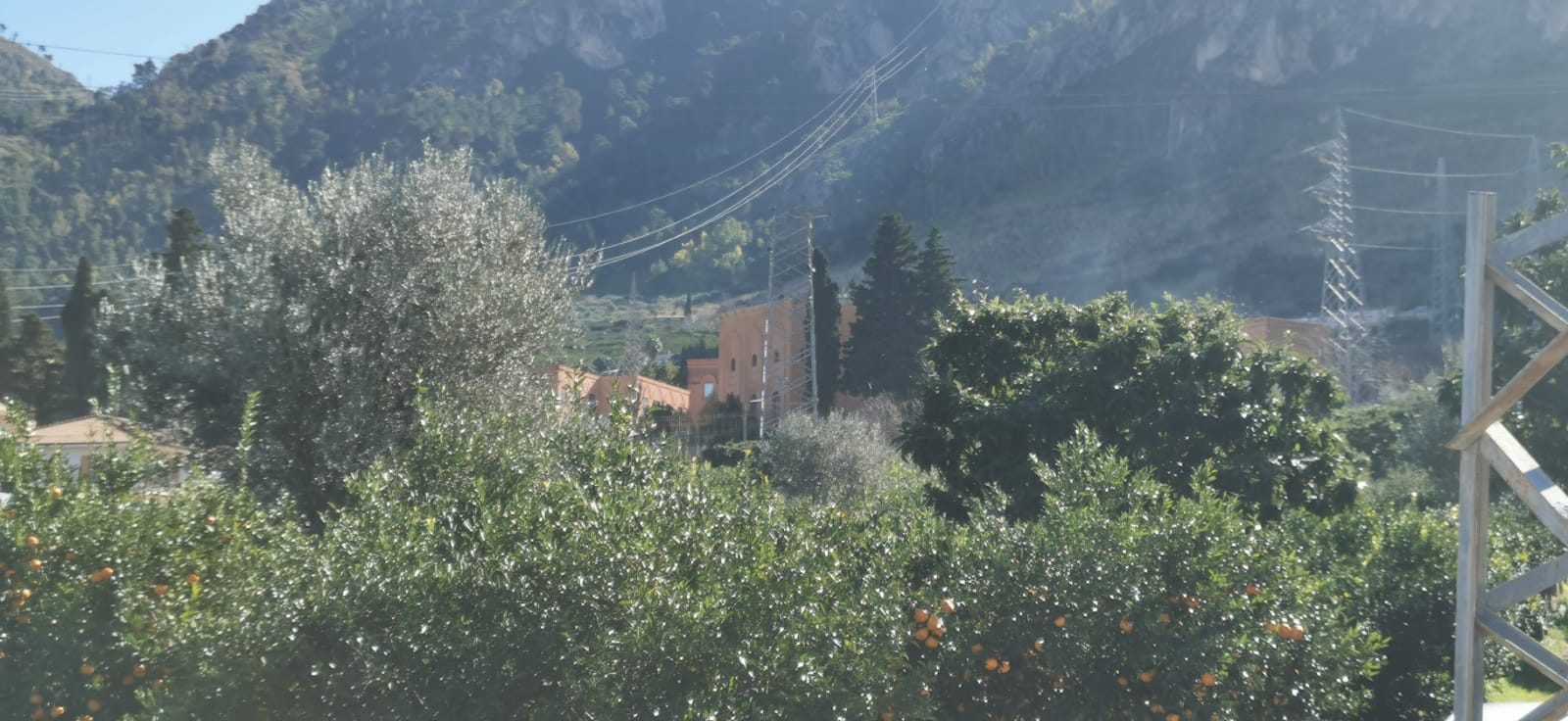
Centrale di Casuzze vista dai giardini che la circondano.

Il paramento murario esterno è percorso da arcate cieche che racchiudono al loro interno monofore. La volumetria imponente, le caratteristiche del paramento esterno e la presenza, nello spazio antistante la centrale, delle vasche facenti parte delle opere di reintegrazione e deflusso, rimandano immediatamente allo stile, all’organizzazione degli spazi e alla gestione delle acque propri dei palazzi di Maredolce, della Cuba e della Zisa di Palermo e alla fusione tra la cultura e le tecniche di costruzione arabe e normanne avvenute nel capoluogo siciliano tra XI e XII secolo.

## Funzionamento dell'impianto
Come già detto, l’impianto nacque con la doppia funzione di produrre energia elettrica e distribuire l’acqua per scopi agricoli.
L’impianto è stato progettato prevedendo di utilizzare, in un secondo momento, anche i deflussi di altri bacini d’acqua confinanti. 
Considerando la topografia del bacino, che consentiva di avere notevoli aumenti di volume d’acqua a fronte di piccoli incrementi di altezza della diga, la sua capacità è stata pensata per riempirlo di una quantità d’acqua necessaria all’ irrigazione, risparmiandone però il minimo necessario da utilizzare per sviluppare energia elettrica nel periodo invernale. È stata regolata inoltre l’accumulazione tenendo conto degli anni di abbondanza e delle fasi di ampliamento successive.
L’impianto a monte era composto da: 
1. una diga lunga 260 m con quota, nel punto di coronamento, di 614 m s.l.m. . Essa, situata al termine della conca argillosa di Piana degli Albanesi, dove il fiume Belice va a fondo fra gole di calcare, fu costruita in pietrame a secco e i sistemi di tenuta, drenaggio e ispezione furono rinforzati con l’uso di cemento e cemento armato.
2. Opere di presa per il prelevamento dell’acqua
3. Canale di derivazione, lungo 13,8 km (7,6 km in galleria e 6,2 km all’aperto)
4. Camera di carico avente capacità pari a 50.000 m3 nei pressi di Belmonte Mezzagno
5. Galleria forzata di circa 850 m (portata massima di 3 m3 / s).
6. Pozzo piezometrico con camera di espansione collocata superiormente
7. Condotta forzata costruita in acciaio, divisa in quattro parti con diametro che va progressivamente diminuendo (1300 mm - 1150 mm- 1000 mm- 850 mm). Il progetto stabiliva, come velocità massima dell’acqua nella parte terminale della condotta, quella di 5,30 m/s.
8. Edificio della centrale che ospitava quattro gruppi di turbina (di tipo Pelton) - alternatore aventi ognuno la potenza di 3500 hp (2610 kW). La tensione di produzione dell’energia elettrica (10500 V) prima di essere trasportata non veniva trasformata, poiché la distanza tra il luogo di produzione e il punto nel quale veniva introdotta nella rete di distribuzione della città era breve (3 - 4 km)

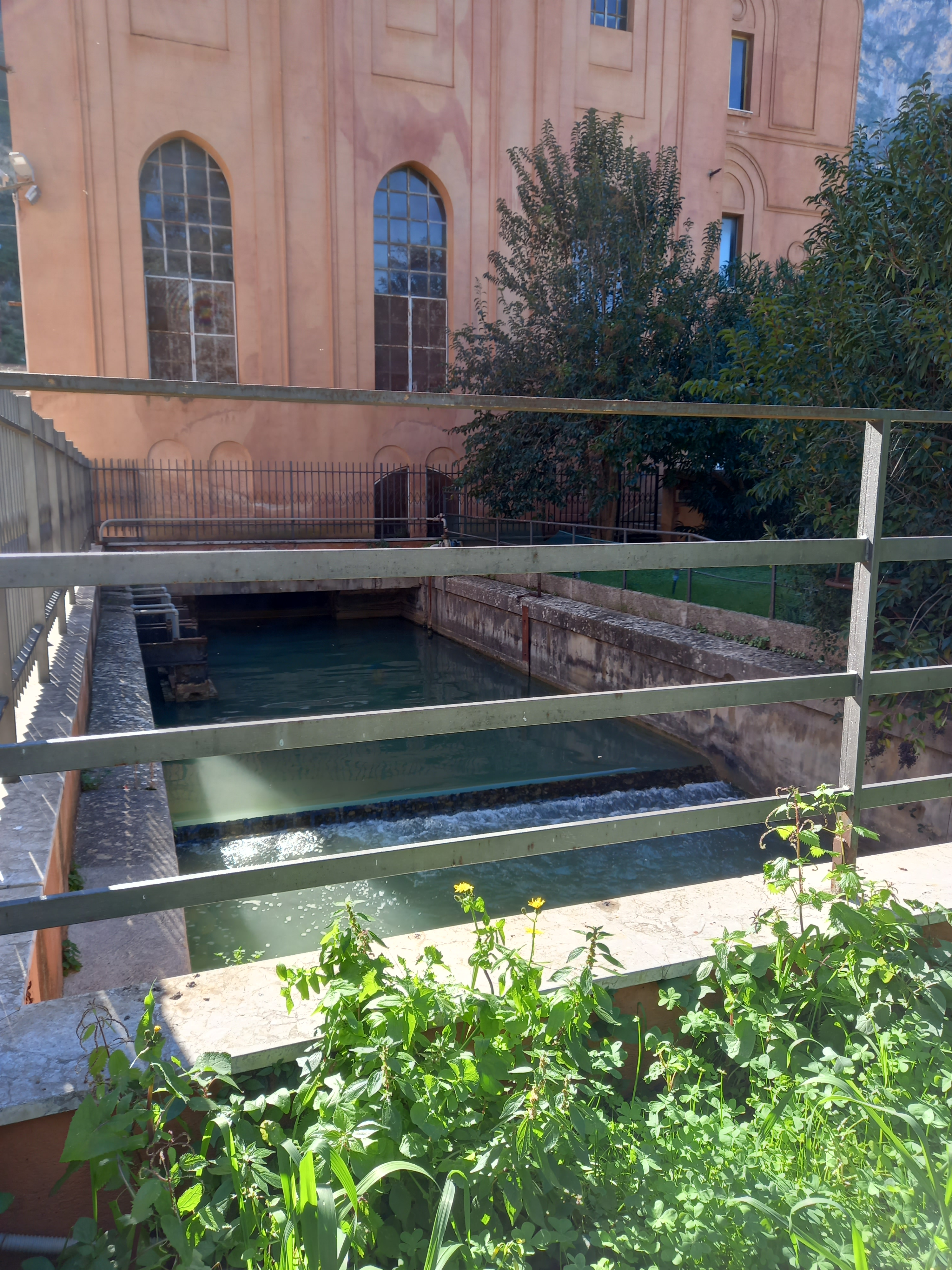
Vasca antistante la centrale di Casuzze.

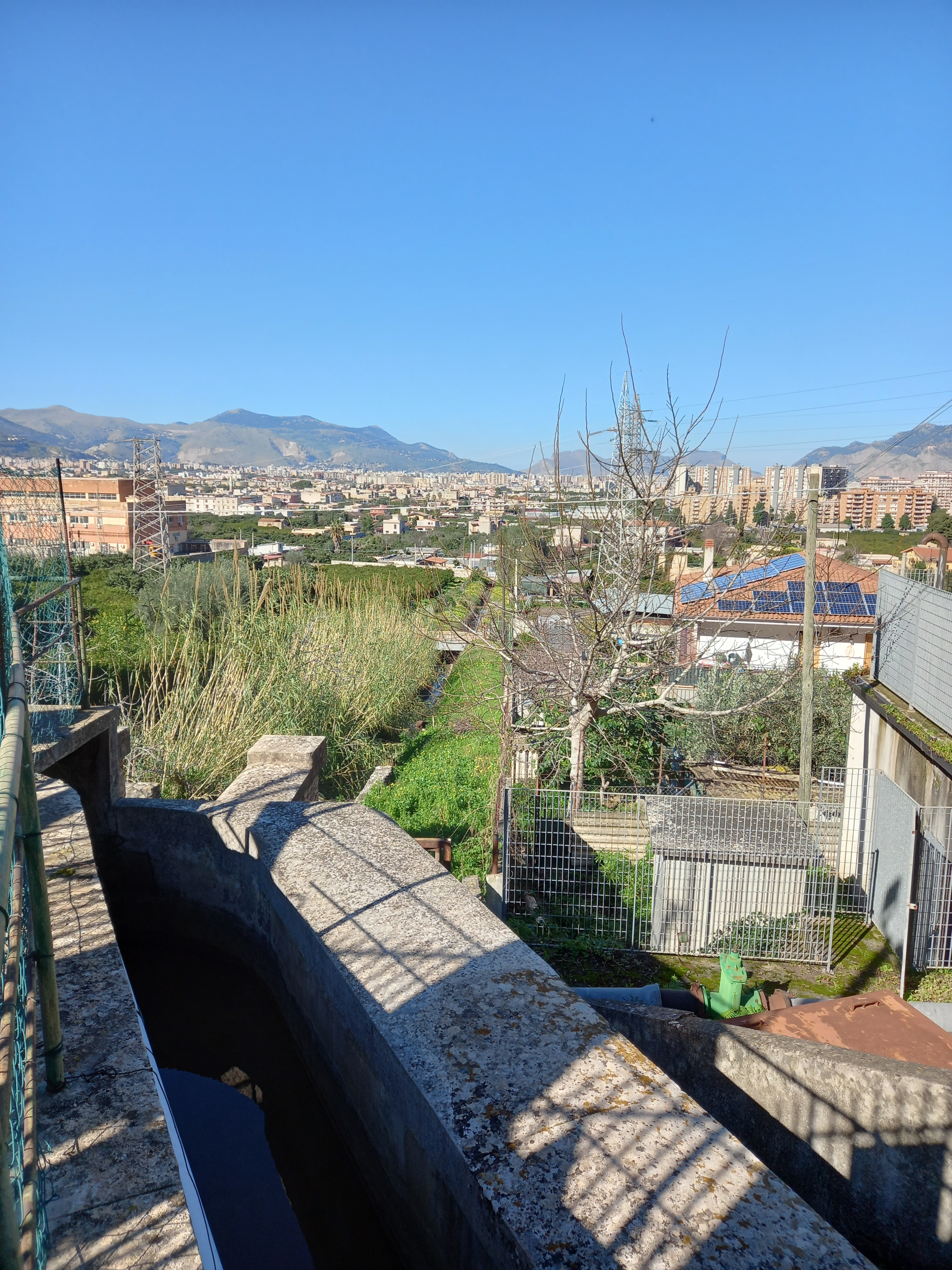
Condotta che porta l'acqua nella piana di Palermo

9. Vasca antistante la centrale di Casuzze.Condotta che porta l'acqua nella piana di PalermoOpere di restituzione, scarico e ripartizione dell’acqua diretta ai canali per l’irrigazione degli orti e degli agrumeti.